# 媽祖
媽祖，是中國民間信仰中的海洋女神，有關信仰主要發散中心是湄洲島，擴及於沿海之福建、浙江、广东、海南、膠東半島、天津等地區，也隨該些地區之移民傳至臺灣、琉球、日本、新加坡等地。
據傳，媽祖本名林默，暱稱「默娘」，又称天上圣母、天后、天妃、天妃娘娘、湄洲娘妈、妈祖婆、姑婆嫲等，生活於北宋時期之興化軍莆田縣，在手足中排序最後。據稱，她聰慧過人但沈默寡言，並成為一位釋道兼修的仙姑，為人占卜禍福，而終身未婚。在羽化後，傳言她常以「着紅衣長髮素顏美麗女性」之形象在洶湧海濤中顯靈，並能使颱風轉向，而保祐船隻航行之平安。船員與漁民對她的崇拜逐漸形成信仰。越南與朝鮮半島之水手都尊稱她為「護國庇民」之海洋女神。閩南地區之臨濟宗禪師視她為觀音之化身，並傳播媽祖之信仰。她在信徒心目中之普遍形象為一位法力強大而仁慈且地位崇高的女神。
由閩南裔移民帶到臺灣的媽祖信仰，有關的宗教活動經常是備受重視的宗教活動；其中尤以大甲鎮瀾宮、彰化南瑤宮、北港朝天宮、白沙屯拱天宮等廟宇發起的媽祖遶境進香最具代表性。
2009年，媽祖信仰入選聯合國教科文組織人类非物质文化遗产代表作名录。

## 生平
媽祖姓林，相傳在北宋建隆元年（960年）出生于清源軍泉州莆田縣湄洲島東螺村（979年，莆田縣改隸太平軍；980年，太平軍改名興化軍）。民間傳說媽祖「出生時不啼哭」，因而取名為「默」。文獻或有記為「默娘」，而「娘」字為舊時對單名女子之通稱，故媽祖原名應以「林默」為是。

### 考據
媽祖卒生年與家世，史料中有多種記載：
- 現存關於媽祖最早的文獻，是南宋廖鵬飛於紹興廿年（1150年）所寫的〈聖墩祖廟重建順濟廟記〉，謂：「世傳通天神女也。姓林氏，湄洲嶼人。初以巫祝為事，能預知人禍福。既殁，眾為立廟於本嶼」據此，媽祖生前是一個女巫。媽祖死後，文中並提到：宣和五年（1123年），「給事中路允迪出使高麗，道東海。值風浪震盪，舳艫相衝者八，而覆溺者七。獨公所乘舟，有女神登檣竿為旋舞狀，俄獲安濟……」船員說這是湄州女神顯靈，於是路允迪返國後上奏朝廷請封，詔賜順濟廟額。
- （南宋）李丑父《灵惠妃庙记》“妃林氏，生于莆之海上湄洲”。
- （南宋）李俊甫《莆阳比事》“湄洲神女林氏，生而灵异，能言人休咎，死，廟食焉。”
- （南宋）黃巖孫《仙溪志》“順濟廟，本湄洲林氏女，為巫，能知人禍福，歿而人祠之”。
- （南宋）洪邁《夷堅志.支景卷第九》“興化軍境內地名海口，舊有林夫人廟，莫知何年所立，室宇不甚廣大，而靈異素著。凡賈客入海，必致禱祠下，求杯珓，祈陰護，乃敢行，蓋嘗有至大洋遇惡風而遥望百拜乞憐見神出現於檣竿者”。
- （明）張燮《東西洋考》“天妃世居莆之湄洲嶼，五代閩王林愿之第六女，母王氏。妃生于宋建隆元年三月二十三日（儒略曆960年4月21日）。始生而变紫，有祥光，异香。幼时有異能、通悟秘法，预谈休咎无不奇中。雍熙四年九月九日（儒略曆987年10月4日）升化。[5]”
- （明）严从简《殊域周咨录》：“按天妃，莆田林氏都巡之季女。幼契玄机，预知祸福。宋元祐间遂有显应，立祠于州里”[6]。
- （清）杨俊《湄州屿志略》：“湄州在大海中。林氏林女，今号天妃者生于其上”。
- （清）《长乐县志》：“相传天后姓林，为莆田都巡简孚之女，生于五代之末，少而能知人祸福。室处三十载而卒。航海遇风祷之，累著灵验”。
- 清朝吴任臣《十国春秋》：「林愿女，闽人也。愿事王氏官统军兵马使。女始生而地色变紫，屡著灵异。幼通秘法，长能乘席渡海，云遊岛屿，人呼为神女，又曰龙女。一云愿泛海舟溺，女方织，忽据几而寐者终日，母问之，曰：『父溺舟。儿救父也。』愿归。叩其事，果不妄云。」
- 《莆田九牧林氏族譜》則記載媽祖是晉安郡王林祿的第二十二世孫女。

## 信仰源起
妈祖又稱天上聖母、天后、天妃、天妃娘娘、湄洲娘媽、媽祖婆、姑婆嫲(Gū pó má)等。对林默的崇拜自北宋開始神格化，被稱為媽祖（興化人對女性祖先的尊稱），並受人建廟膜拜，復經宋高宗封為靈惠夫人（或作靈慧夫人），成為朝廷承認的神祇，並在元代忽必烈大汗時，被封為「天妃」，清乾隆皇帝再加封至「天后」，清末時，封號共有數十字。媽祖信仰自福建傳播到 香港,澳門、浙江、廣東、臺灣、琉球、日本、東南亞（如泰國、馬來西亞、新加坡、越南）等地。另外在华东和中国北方沿海地区的天津、上海、南京，以及山东、辽宁部分地区也有少量天后宫或妈祖庙分布。
近年媽祖在東亞海洋史的研究，引出東亞在西方航海地理發現前已有的朝貢貿易、琉球網絡及跨國移民史討論，而媽祖信仰圈成為東亞海洋經濟及社會結構形成的歷史見證之一。

## 各地的媽祖信仰

### 中國大陸

#### 福建・莆田
湄洲妈祖祖庙于天圣年间（公元1023-1032年）扩建，日臻雄伟。明永乐年间（1403年-1424年），航海家郑和曾两次奉明成祖聖旨来湄屿主持御祭仪式并扩建庙宇。
從宋元到明朝永樂年間鄭和下西洋時期，隨著大量而不間斷的華人海外移民活動，媽祖信仰的傳播範圍廣至東亞及東南亞各地港口（尤其是沿海地區）多可見媽祖廟的蹤影，譬如日本長崎、橫濱的媽祖廟、澳門媽閣廟、馬來西亞吉隆坡天后宮、菲律賓隆天宮、香港銅鑼灣天后廟。
妈祖的诞生地福建是妈祖信仰最盛的地方，仅在妈祖的家乡莆田一地，就有不下百座的妈祖庙，在民国以前，福建沿海各府县，每县都有几十座妈祖庙，如今，福建各地的妈祖庙数量仍十分庞大，香火旺盛。妈祖文化甚至深入到内陆的闽西客家山区。福建的妈祖庙中有三座被列为中国全国重点文物保护单位。
然而在文化大革命時期，媽祖信仰遭到嚴重的打擊，許多宮廟和神像被毀。譬如媽祖信仰發源地莆田湄州島上的廟宇和相關文物，就在文革中被摧毀殆盡，包含分身大媽。只有少數廟宇如莆田文峰宮，在文革時將媽祖神像藏於郊區的古井中，保住了神像。泉州天后宮則是因為曾被當作工廠使用，因此躲過被摧毀的命運。改革開放後民間信仰逐漸恢復、加上兩岸交流頻繁，媽祖信仰重新活絡。又因為媽祖信仰中獨特的「進香、刈火」習俗，台灣各媽祖廟為求增加本身與祖廟的連結，紛紛前往湄州捐獻資金興建宮殿或牌樓等建物，使湄州島上的媽祖宗教建築迅速增加。

#### 福建・福州
福州居民宗教信仰多元，道教和佛教是福州影響力最大的兩大宗教。嚴格來說，大多福州人屬於兩者兼信的華人民間信仰者，奉祀福州各地流行的不同的鄉土神靈，其中媽祖與臨水夫人同為福州極為重要的女神。
福州市與媽祖故鄉莆田市相鄰，與媽祖亦屬同省人，隨海商、移民傳播媽祖信仰。如福建福州市鼓樓區三坊七巷郎官巷天后宫、台江區新港街道福州天后宫、倉山區螺洲镇螺洲天后宫、長樂區漳港街道顯應宮。

#### 福建・宁德
深受闽都文化影响的宁德市也有浓厚的妈祖信俗文化，面向外海的蕉城区、霞浦县和福鼎市境内均建有天后宫如宁德天后宫、竹江天后宫、点头妈祖宫等，而霞浦松山地区更是有妈祖娘家的传说，该地的松山圣母天后行宫（松山天后宫）是福建省唯一一座圣母天后行宫。

#### 福建・泉州
泉州天后宮是海內外同類建築中禮製規格最高，是現存保存較好、仍保留一些宋代構建和明清時代木構的建築物。因而泉州天后宮係屬中國媽祖廟中第一座被國務院審訂公布的國家重點文物保護單位。泉州是海上丝绸之路的起点，曾被誉为“东方第一大港”，而妈祖正是海商的守护神。元朝政府为发展海上贸易，元世祖忽必烈在公元1278年尊妈祖为“泉州神女”，并封其为“天妃”。泉州人用舊稱，所以泉州天后宫在当地泉漳話称为「天妃宫」(thian-hui-king)。

#### 广东
广东省内规模最大的天后宫南沙天后宫在广州市南沙区大角山东南，始建于明代。清朝乾隆年间曾有一次大规模重建，二战时遭到严重破坏。1994年，由香港著名商人霍英东带头捐资重建，1996年建成。而珠江三角洲和潮汕地區亦有大量的媽祖廟。

#### 江苏
南京天妃宮位於南京獅子山麓、長江之濱，建于明朝永樂五年。相傳鄭和下西洋遇險，受救于林默娘(媽祖)，返航歸來上奏永樂帝而後修建。
南京亦有天后宮，位於秦淮區昇州路，為原福建會館舊址，現為可開放的祭拜媽祖的道教宮觀。已開放免費參觀。
太倉瀏河天妃宮，又名“天妃靈慈宮”，俗稱“娘娘廟”。宮內立有《通番事蹟碑》，記述了鄭和下西洋的經過。
泗陽妈祖文化园位于中国杨树之乡，平原绿海之都，具有2000多年历史的泗水古国——江苏泗阳。
妈祖文化园位于泗阳船闸西南侧的情人岛上，所处之地位于大运河中流，三面环水。整个景观结构为一轴、一环、两心、一片区。
蘇州昆山市慧聚寺天后宮由附近當地臺灣商人捐款，在因戰亂而損毀的慧聚寺重建而成；媽祖分香自臺灣史上最古的媽祖廟之一，鹿港天后宮。重建的昆山慧聚寺天后宮建築面積1000多平方米，建築及神像佈置均採用閩南、臺灣風格，依照台灣鹿港天后宮型式而建。為目前中國最大的閩臺傳統木結構建築形式天后宮，完全建成後，將成為長江三角洲地區最大的媽祖廟。

#### 浙江
杭州天妃宮的最早記載見自宋《夢粱錄》。在清代，分別在武林門、吳山三茅觀、孩兒巷有三座天妃宮。
宁波最早的天妃宫为宁波天妃宫，建立于宋绍熙二年（1191年），后于1950年毁于国军轰炸。清代中晚期，宁波共有天后宫40余座。目前存有的最著名的天后宫是位于鄞州区的庆安会馆（又名甬东天后宫）和安澜会馆。
在浙江舟山、溫嶺、玉環、洞頭、南麂、蒼南等地，都有媽祖廟。

#### 天津

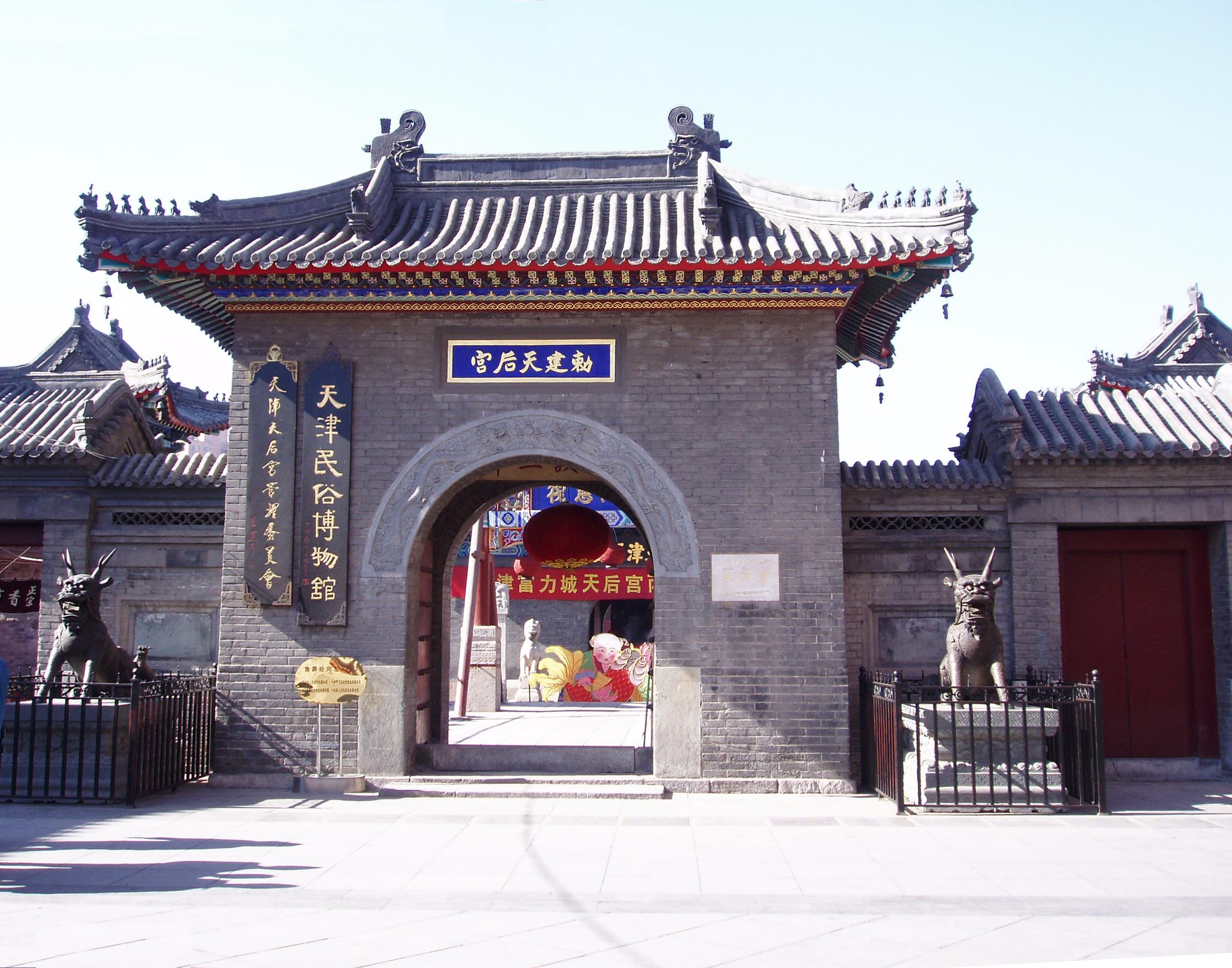
中國最北的媽祖廟，天津娘娘宮

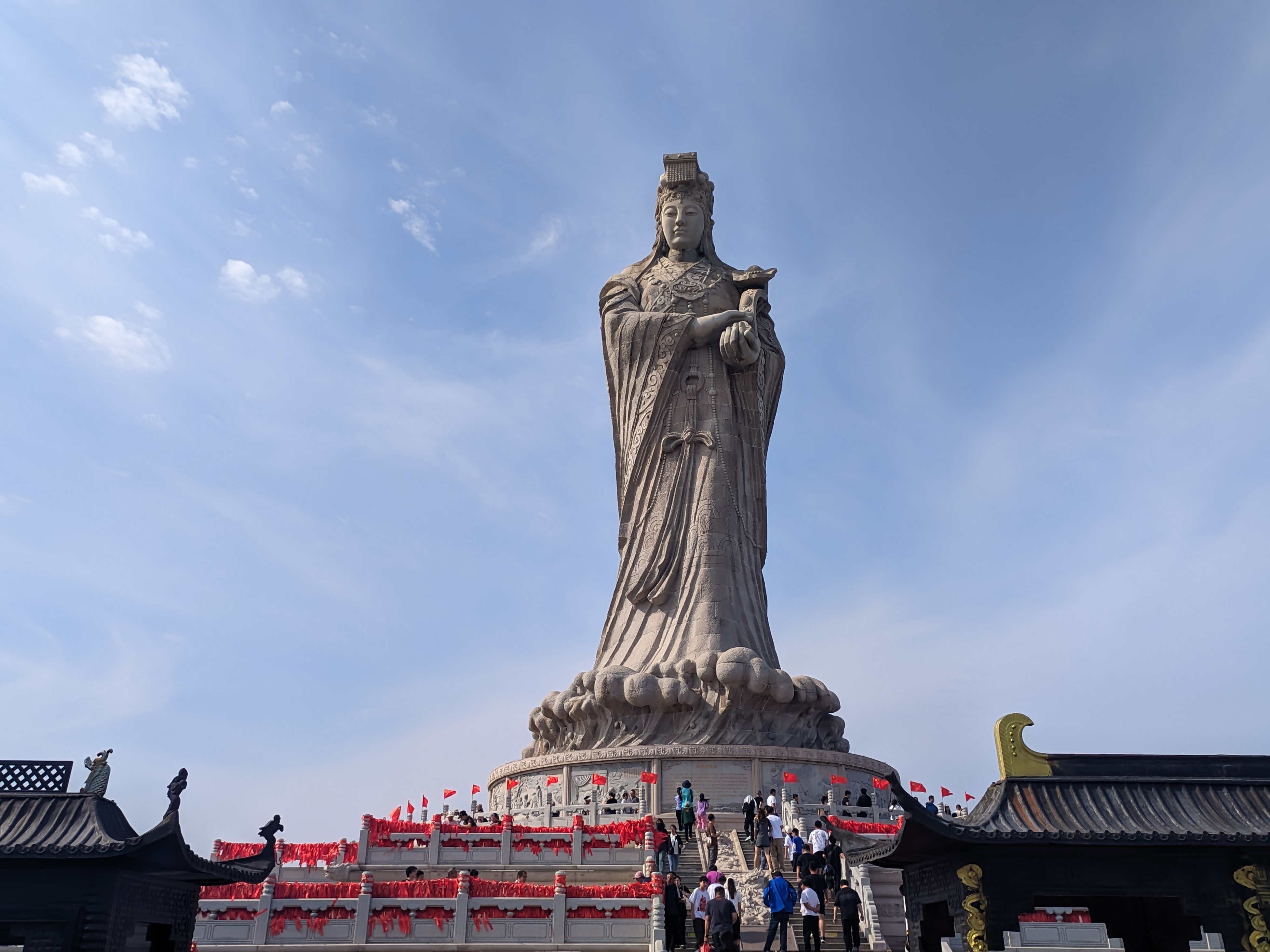
位于天津妈祖文化园的巨型妈祖神像

舊時，天津新婚者時常至天津天后宮祭拜媽祖，以求早得子嗣。天津人心中的媽祖信仰功能與送子娘娘，有相當大的重疊。

#### 山東
庙岛显应宫位于山东省长岛县庙岛，始建于北宋宣和四年（公元1122年），是中国北方建造最早、影响最大的妈祖庙，初为沙门岛（庙岛古称）佛院，仅茅屋三间。随着元代定鼎於燕京汗八里（北京），海运日渐繁荣，京都的贡物大多由南方沿海漕运至燕京。当时的沙门岛是海上漕运的必经之地，往来漕船需在此泊舟候风。因漕運水手大多是福建人且笃信妈祖，就在岛上立妈祖祠以事供养，后来就成为风俗。
青島天后宮始建于明代成化三年，初稱“天妃宮”，是青島市區現存最古老的明清磚木結構建築群。道教廟會天后宮廟會，俗稱“青島大廟廟會”。
蓬萊境內的蓬萊閣，由龍王宮、子孫殿、彌陀寺、天后宮、三清殿、呂祖殿等古建築共同構成。

#### 湖南
湖南芷江天后宮，坐落在湖南芷江縣城舞水河西岸，建於清乾隆十三年（1765年）。

#### 四川
清代乾隆年間以降，伴隨閩粵移民四川，天后宮在四川各地進行了大規模修建。

#### 山西
山西太谷县妈祖庙建于清代。介休市绵山妈祖殿建于清代。

#### 安徽
安徽安慶天后宮亦建於乾隆年間。

### 香港
媽祖在香港皆稱天后，而香港水上人則稱其為阿媽。香港各地皆有天后廟，其中以佛堂門天后古廟歷史最悠久，每年皆有不少市民聚集進香，而1982年3月興建的港鐵港島線車站，亦因鄰近銅鑼灣天后廟而以「天后」命名。
香港境內各大小天后廟，常以漂浮之說立廟，如在海岸拾到天后神主牌、木像等，人便就地立廟，奉為神明。這點與福建和臺灣等地天后廟不同，因為神主多乃漂來的，各廟無從屬分香關係。村與村間的天后，乃獨立個體。例如某村天后節慶，開神功戲，也會請附近村落之天后來觀看。
香港附近的深圳南頭半島赤灣之上，亦有明代與鄭和有關的赤灣天后廟（明時為天妃宮），此廟在中華人民共和國成立前，有不少水上人前往參拜。

### 澳門
媽祖在澳門亦相當多人信奉。最顯著的例子，澳門葡文名稱「Macau」，即是由「媽閣廟」一詞轉化而來。明朝稱 “阿媽港”。十六世紀葡萄牙人登陸澳門的地方就在媽閣廟旁，葡人問此地是什麼，當時他們認為葡人問的是指媽閣廟而非澳門，故答他們 “macau “（媽閣），後以訛傳訛，現葡文 “Macau”（澳門）同「媽閣」。

### 臺灣

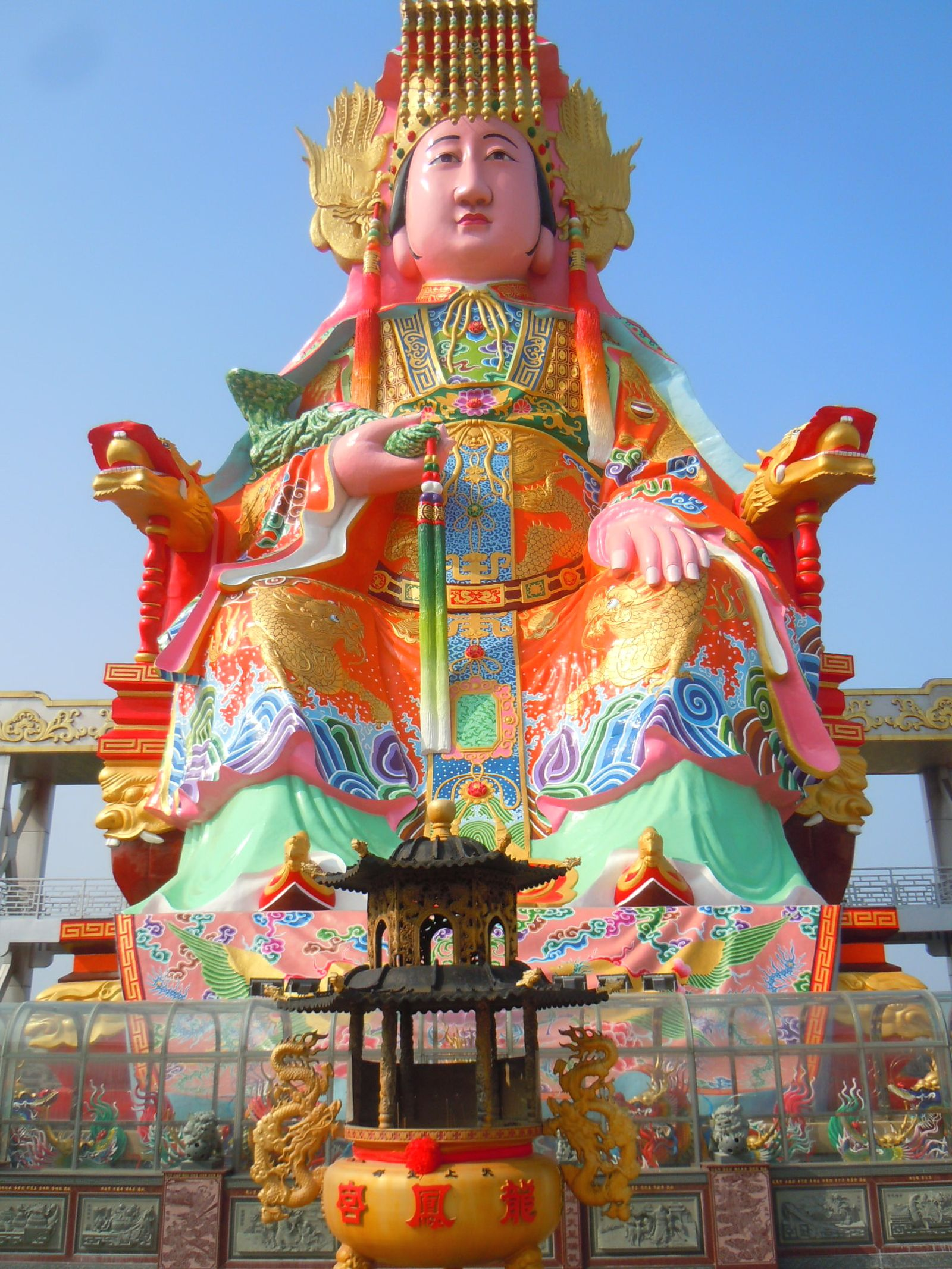
竹南后厝龍鳳宮巨型媽祖神像

媽祖信仰是臺灣最普遍的民間信仰之一，「媽祖婆」亦是媽祖在臺語的特殊叫法。清朝施琅將軍攻打明鄭政權獲勝，施琅說是媽祖顯靈幫助他。自那之後汉族自中國大陆東南沿海地區渡臺海而來的人變多。因臺海海況時常不佳，因此闽南人多把媽祖請來一起渡過臺海，而媽祖也因此成為臺灣人最普遍信仰的神明之一。無論是大小街莊、山海聚落，還是通都大邑，都可看到媽祖廟。僅臺灣一地，就有媽祖廟510座，其中有廟史可考者39座，內建於明代的2座，建於清代37座，其中許多是由佛家禪師建成。

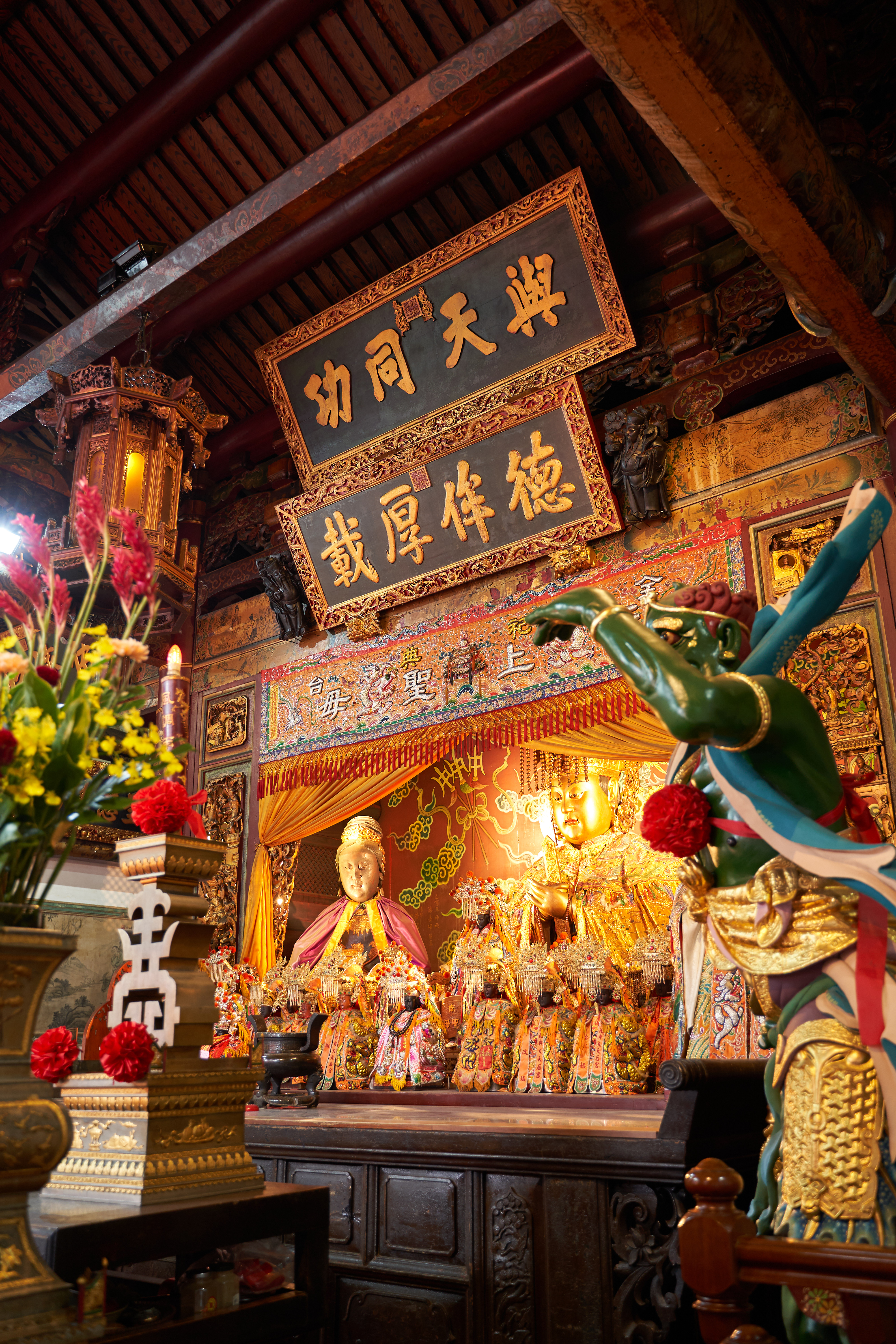
臺灣臺南市祀典大天后宮正殿
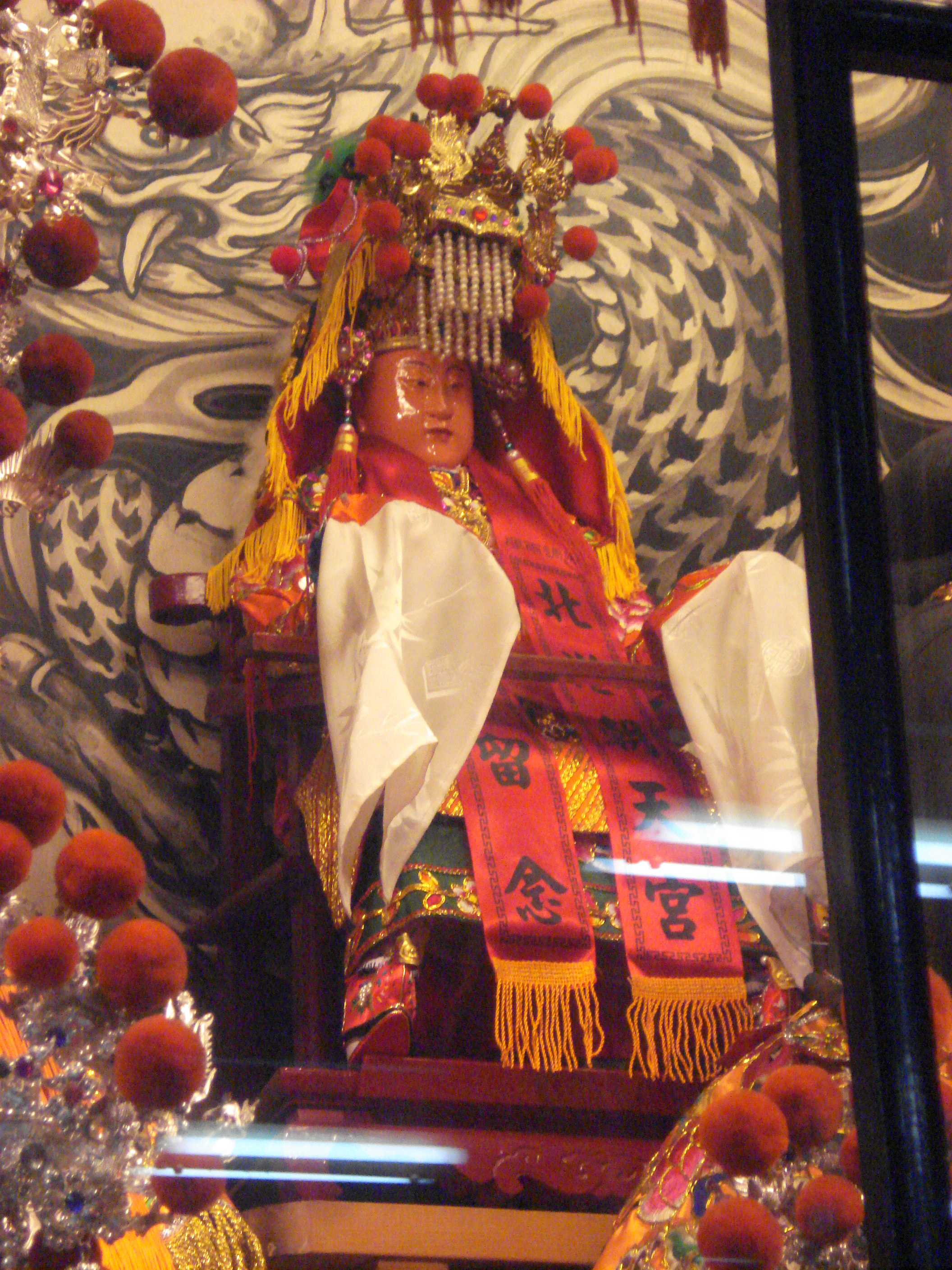
苗栗縣通霄鎮白沙屯拱天宮正殿媽祖聖像
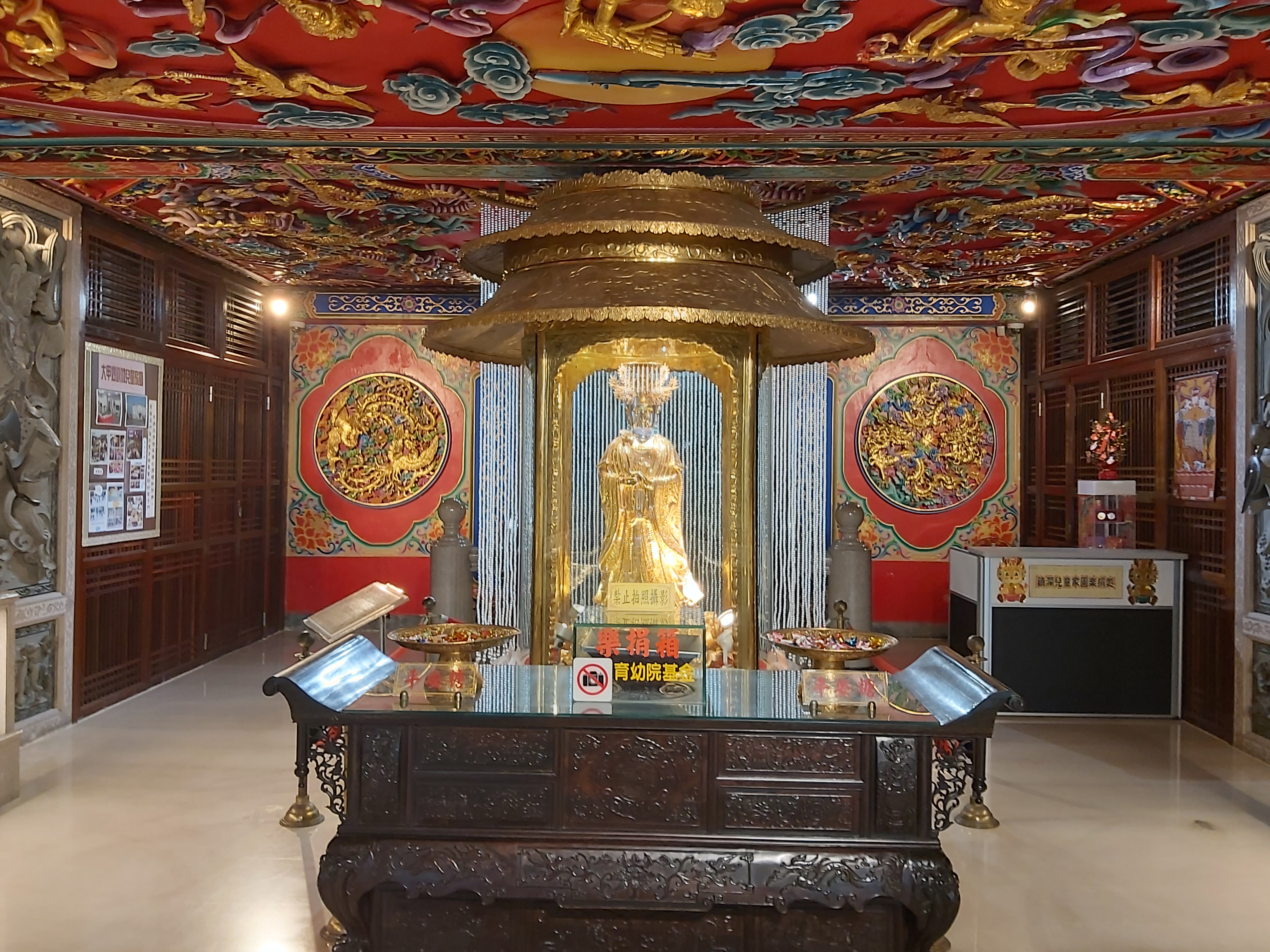
大甲鎮瀾宮媽祖藝術文創館黃金媽祖

#### 澎湖群島
澎湖天后宮是台灣歷史最悠久的廟宇，位於澎湖縣馬公市，原稱娘娘宮、天妃宮、媽宮。「媽宮」後來成為所在城鎮的地名來源，至日治大正9年（1920）由臺灣總督府改名為「馬公」，惟現在臺語仍以「媽宮」（Má-keng）稱之。

#### 金門列島
金門料羅灣濱海處建有「金門媽祖公園」，恭設湄洲媽祖廟所捐贈高達990公分的媽祖聖像。料羅港為兩岸分治後在金門縣「宗教直航」之港口（馬祖為南竿鄉福澳港），採類似「小三通」之方式，輸送信眾往返兩岸。料羅灣附近有料羅順濟宮，迄今有八百年以上歷史。

#### 烏坵列島
烏坵原隸屬於福建省莆田縣，與媽祖同鄉，且同說媽祖之母語——莆田話，烏坵島距湄州島約18海浬，本為一生活圈，故亦信仰媽祖。島上建有媽祖廟，是討海居民的精神支柱。當地傳說，烏坵是媽祖湄洲祖廟的廟產，被稱為「媽祖山」。

#### 馬祖列島

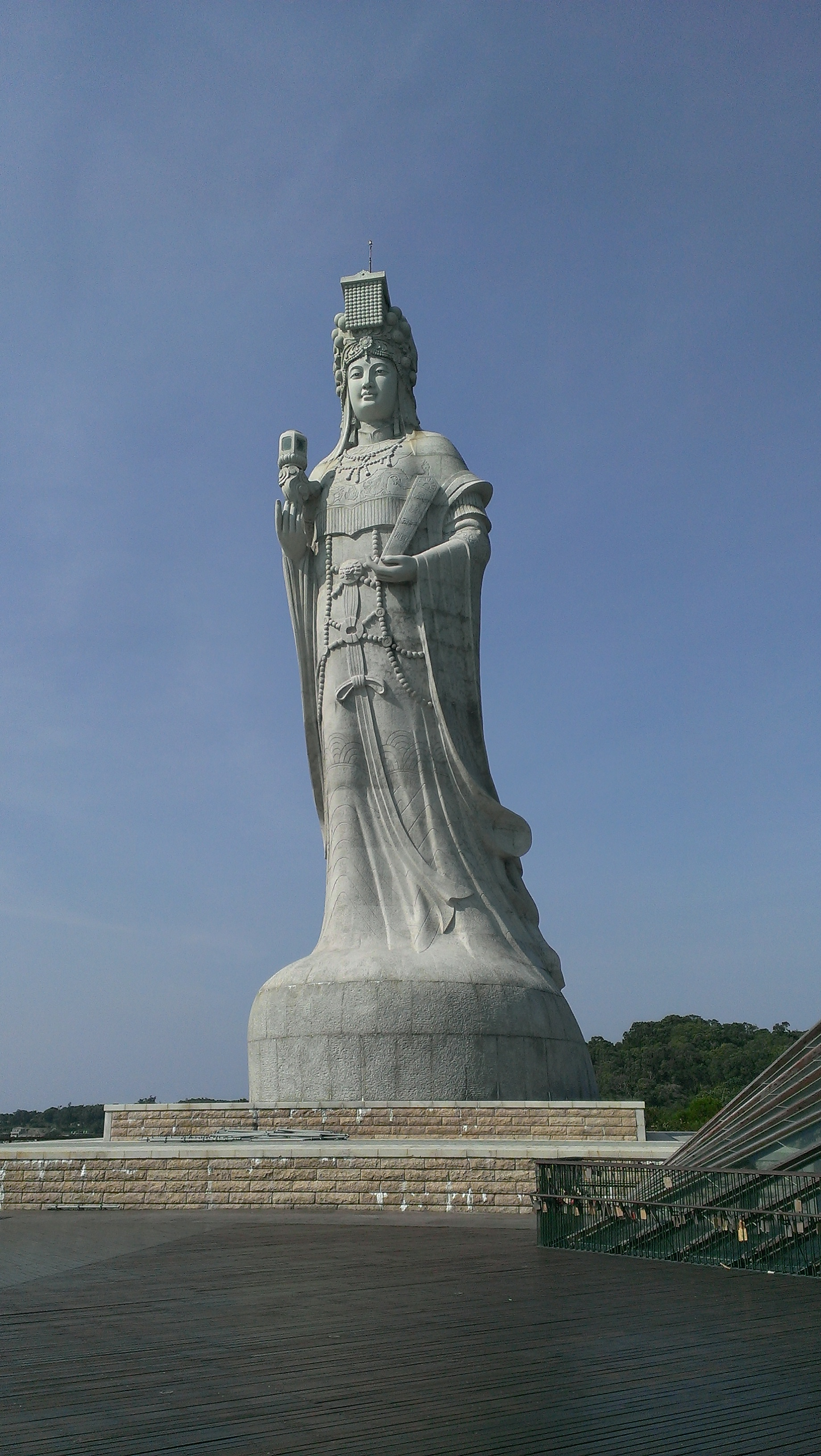
馬祖南竿鄉媽祖宗教園區之媽祖巨型神像

馬祖列島之名即由媽祖而來，據清初《使琉球記》記載，林默娘廿八歲時，因父兄駕船駛至閩江口海域，突遇巨風大浪，船毀人溺，默娘得知，飛身入海拯救父兄，因而罹難，遺體隨海漂至閩江口附近的竿塘島（即今日馬祖列島的南竿島），為漁民打撈上岸，並就近將她葬在岸邊。根據當地信仰傳統，媽祖葬於現今南竿馬祖境天后宮正殿的靈穴石棺中，且興廟供奉相傳至今，成為馬祖居民最重要的信仰之一；此島因而稱為「媽祖島」，或因傳抄而寫為「馬祖島」，爾後大量中華民國國軍隨著兩岸軍事對峙而進駐，此處的廣域地名改稱「馬祖」並使用至今（法定行政縣名為連江縣），此村則稱「馬祖村」，因建有港口「馬祖港」而簡稱「馬港」。
清初張學禮所著《使琉球紀》中記載「通官謝必振稟云： 『天妃姓蔡，此地人；為父投海身亡，後封天妃。本朝定鼎，尚未封』。」「媽祖投海救父身亡」的流傳，極可能是馬祖當地將蔡姑婆（蔡紅亨）的傳說與媽祖（林默）信仰混淆加工後出現。
緊鄰馬祖村的門前山設有媽祖宗教文化園區，園區中建有媽祖巨神像，於2009年10月完工成為全世界最高之石製媽祖神像，高度有28.8公尺。

連江縣政府近來於每年農曆九月初九重陽節舉辦「媽祖在馬祖--昇天祭」，以「媽祖在馬祖」作為招徠觀光客之口號與行動，也讓世人以此感念媽祖孝順慈愛的精神。
馬祖的媽祖信仰
根據清初《使琉球記》中記載，媽祖林默娘28歲時因父兄駕船駛至閩江口海域，遇風浪船毀人溺，媽祖為救父兄入海罹難，她的遺體當年隨海漂至閩江口附近的小島（即今日馬祖列島的南竿島），為漁民打撈上岸，並將她葬在岸邊。湄洲島的鄉親一度以為默娘失蹤沒下落，故稱她已羽化昇天成仙，且為感念其孝心，遂蓋廟紀念她的孝行。經後代學者查知，媽祖葬於現今馬祖南竿鄉馬祖天后宮內靈穴石棺中，且興廟供奉媽祖世代相傳至今，成為馬祖居民最重要的信仰之一。此島因而被稱為「媽祖島」，爾後改稱為「馬祖島」，馬祖之名遂使用至今。
目前馬祖馬港的馬祖天后宮仍可看見媽祖的靈穴，且從未移動過，據說每次有意移動，都會有一些不可思議事件發生。如1963年國軍因辦理伙食時不慎發生火災，燒了部分廟體，為平息眾怒而承諾改建，工兵在施工時無意將地磚舖過靈穴，隔天地磚離奇地全部破碎；2001年的改建，施工單位原本怕破壞靈穴所在，打算暫時遷移，但鑽地的地鑽卻突然斷裂；而最近一次，也就是改建落成時，廟方原本想為靈穴塗上油彩，但奇怪的是，任何塗漆都難以上色，經擲筊請示，媽祖做了保持靈穴原樣原色的指示。而靈穴就在香案前方，為保護靈穴，廟方也裝上了強化玻璃。
目前廟殿供奉著馬祖籍登山怪傑李小石攀登珠穆朗瑪峰（聖母峰）時，所揹帶的媽祖金身聖像。
馬港天后宮是南竿的信仰中心，據說，每次有大災難之前，都會見到由靈穴飛出一團火球，當地居民說看到火球飛出，就知道媽祖娘娘又出去救海難了。2009年，高達28.8公尺的媽祖巨石像正式於馬港天后宮旁揭幕，不僅全部以花崗岩打造，而且也成功挑戰世界第一高的金氏世界紀錄，28.8公尺的高度對照馬祖的總面積28.8公頃，象徵著媽祖將守護馬祖每吋土地上的子民，更強化「媽祖在馬祖」的意涵。
連江縣政府近來於每年農曆九月初九重陽節舉辦「媽祖在馬祖--昇天祭」，以「媽祖在馬祖」作為招徠觀光客之口號與行動，也讓世人以此感念媽祖孝順慈愛的精神。

### 日本

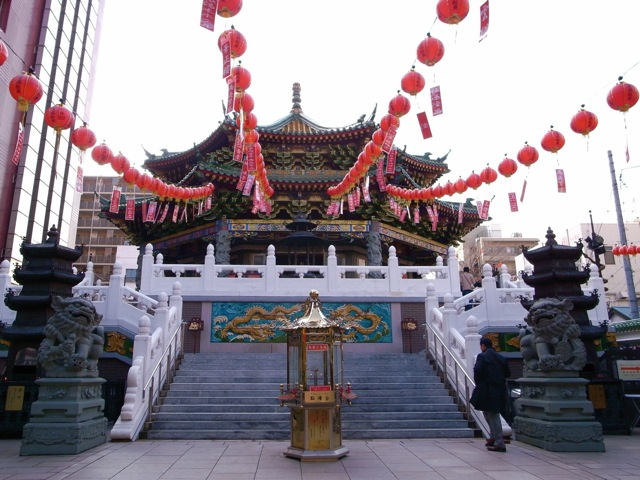
日本橫濱中華街的媽祖廟，当地华侨曾专程从闽台两地分灵开光而建。

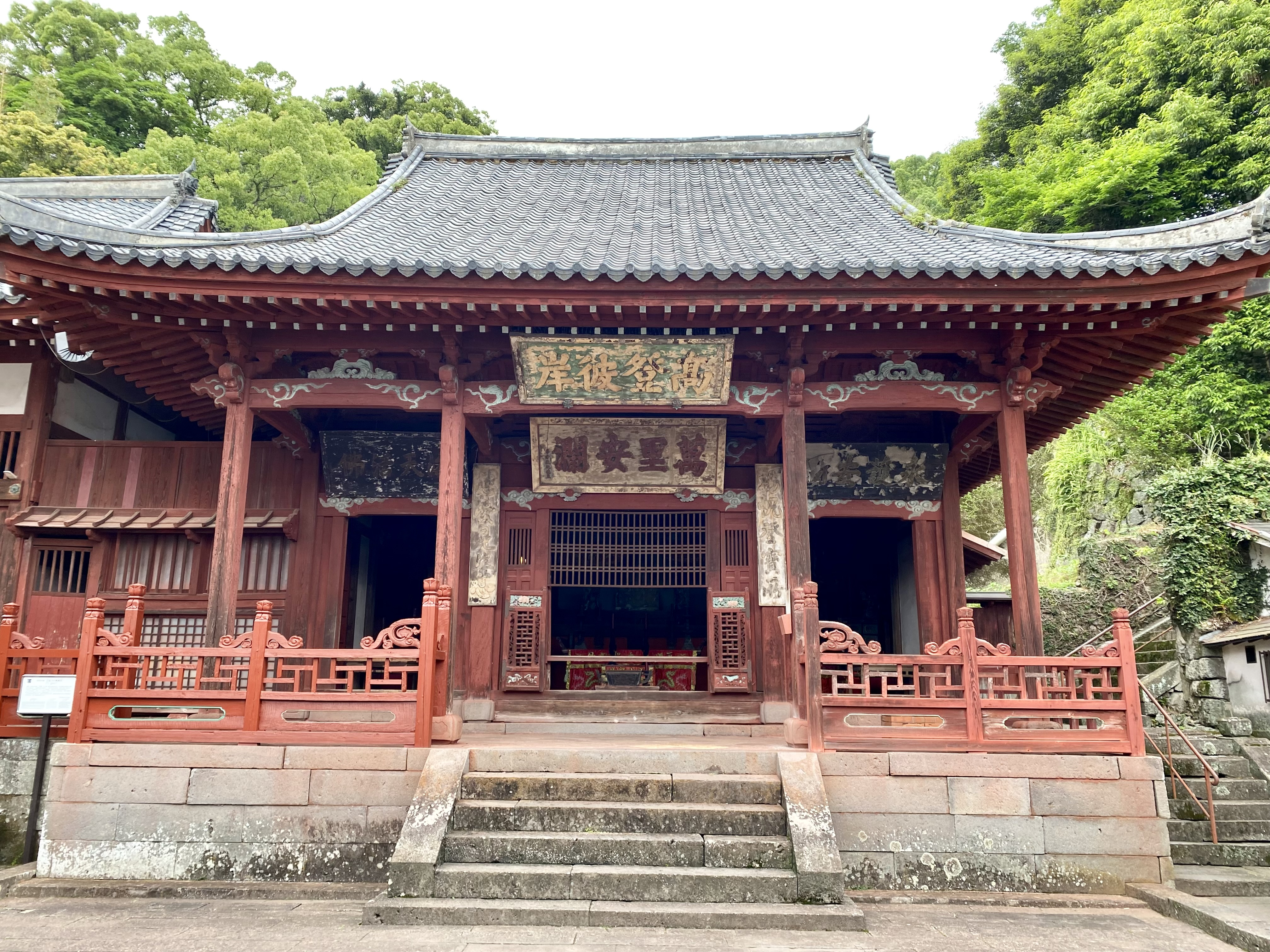
日本長崎崇福寺的媽姐堂。

媽祖信仰在江戶時代之前已經傳入日本，東京都、茨城縣、長崎縣、青森縣、橫濱市等地均有媽祖廟，一些歷史較悠久的媽祖廟與日本傳統神道結合，成為「天妃神社」，如弟橘比賣神社（弟橘比売神社）、弟橘姫神社（弟橘姫神社）等。也有以日本神道儀式舉行的「天妃祭」。

### 琉球
琉球國時代由閩人三十六姓傳入媽祖信仰，較著名的媽祖廟有那霸天妃宮。

### 朝鮮
從朝鮮正史─《朝鮮王朝實錄》中可知當時朝廷已經對媽祖崇拜有所了解；從海路使行錄中可知，從高麗王朝末期到丙子胡亂之前，使臣們多以沙門島爲背景創作詩文，抒發瞻仰媽祖廟後的感想，並向媽祖祈願航海平安無事。

### 印尼

#### 西加里曼丹省
- 坤甸市老埠頭三神宮
- 三發縣邦戛鎮邦戛天后宮
- 山口洋市山口洋湄洲古廟
- 喃吧哇縣喃吧哇鎮喃吧哇天后宮
- 北加榮縣巫律述鎮巫律述天后聖母宮

### 馬來西亞
- 吉隆坡市樂聖嶺天后宮
- 吉打州天后宮
- 柔佛州峇株巴辖林氏宗祠天后宫
- 马六甲兴安天后宫
- 霹雳瓜拉古楼天后宫
- 柔佛峇株海口石文丁天后堂
- 槟城日落洞船廊天后宫
- 槟城八条路海尾天上圣母
- 槟城北赖林氏宗亲会天后圣母
- 雪兰莪丹绒士拔天后宫
- 槟城日落洞网寮山海宫
- 槟城浮罗山背双溪槟榔港口天后宫
- 霹雳实兆远格尼市妈祖神宫
- 雪兰莪吉胆昭应庙天后宫
- 雪兰莪瓜拉雪兰莪天福宫
- 柔佛哥打丁宜天后宫
- 柔佛士古来天后宫
- 砂拉越古晋亚答街天后庙
- 雪兰莪巴生加埔十五支天后宫
- 雪兰莪巴生港口班达马兰万津路妈祖庙
- 雪兰莪巴生镇海天后圣母宫
- 雪兰莪丹绒加弄六支副天福宫
- 槟城妈祖庙陈府太子
- 槟城海南会馆
- 柔佛边加兰四湾岛凤山宫

### 新加坡
天福宮（英语：Thian Hock Keng Temple），新加坡媽祖廟，興建於大清道光20年（1840年），由福建漢族移民薛佛記與陳篤生等集資籌建，為新加坡地區最古老的道教廟宇。天福宮除了主祀媽祖之外，配祀關聖帝君、至聖先師（當地稱「孔子公」）與觀世音菩薩。1973年7月6日，新加坡政府指定天福宮為國定古蹟。

### 越南
越南人稱呼媽祖為天后婆在越南各省華人會館皆建有“天后宮”，奉祀“天后聖母”（或稱“天妃娘娘”）為主神，而其他主神的廟宇亦有配祀“天后聖母”。
越南各省知名的“天后宫”有：胡志明市有“穗城會館(天后宫)”、“三山會館(天后宫)”、“霞璋會館(天后宫)”、“海南會館(天后宫)”、“廣肇會會館(天后宫)”、“ 七府 天后宫”、“ 左閭 天后宫”、“舊邑 天后宫”等數十座，在胡志明市，每年大年初一凌晨時刻一到，信眾分别擁入當地天后宮參拜，以求合家平安，周年順境。平陽省有 “莱眺市天后宫”、“土龍木市天后宫”，在平陽省每年的元宵節日，設有投燈儀式，大型經營者則參加投票請燈以求生意興旺、客似雲來、營利雙收，下午各“天后宫”分别舉辦舞龍、舞獅、八仙、仙姐、散花、古樂、恭迎天后聖母出巡儀式，以求世界和平安定、國家繁榮強盛、風調雨順、五穀豐登、人民安居樂業、合境平安。

### 泰國
- 泰國祖籍廣東省及福建省的華人信奉「媽祖婆（ม่าจ้อโป๋）」，曼谷設有多間七聖媽廟，參見四丕耶七聖媽廟。

### 美國

#### 舊金山
「美國媽祖廟」(MA TSU TEMPLE)位於舊金山中國城，前身為1986年所創朝聖宮，1996年遷至現址，媽祖為臺灣北港朝天宮所分靈。

#### 紐約州
「美國媽祖基金會」（American Mazu Foundation  Inc）位於紐約法拉盛中國城132-15 41st Avenue 1B FLUSHING NY 11355，建成於2015年5月11日（農曆三月二十三），為莆田湄洲媽祖祖廟分靈而來。

### 加拿大
「中華湄洲媽祖廟」，位於加拿大多倫多市，為莆田湄洲媽祖祖廟分靈而來，2017年7月15日舉行安座典禮。

## 歷代褒封
從宋徽宗到咸丰帝為止，媽祖受各代皇帝褒封多次，由「夫人」、「妃」、「天妃」，直至「天后」。
1. 宋朝

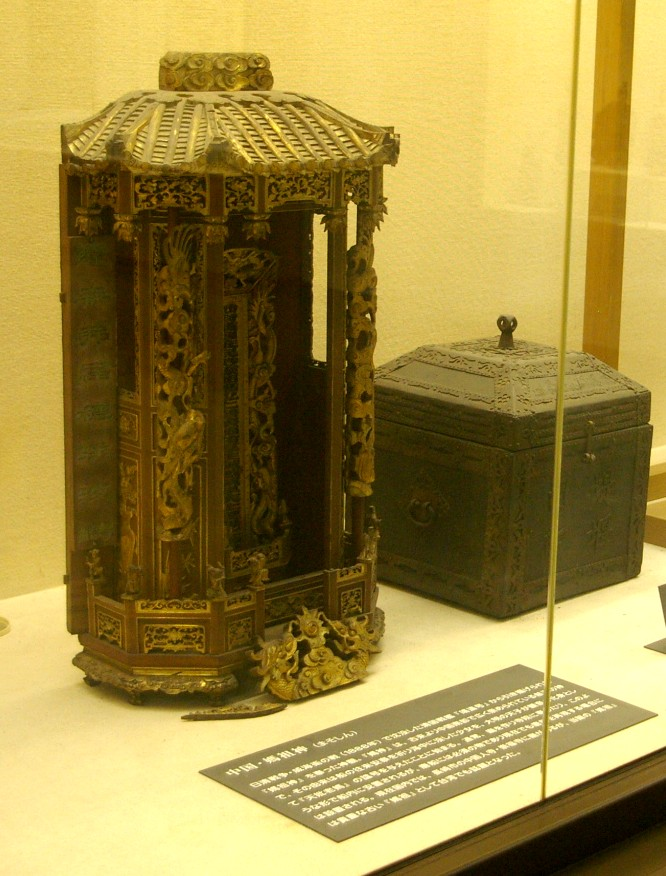
日本福岡元寇史料館所藏，北洋水師軍艦靖遠號神龕，奉祀海神媽祖神位

  1. 宣和五年（1123年），莆田人李振（李富堂弟）向宋徽宗請賜廟額「順濟」，聖墩祖廟（李富建廟）列為官方承認的廟宇。
  2. 紹興二十五年（1155年），宋高宗封「崇福夫人」
  3. 紹興二十六年（1156年），宋高宗封「靈惠夫人」
  4. 紹興三十年（1160年），宋高宗加封「靈惠昭應夫人」
  5. 乾道二年（1166年），宋孝宗封「靈惠昭應崇福夫人」
  6. 淳熙十二年（1184年），宋孝宗封「靈慈昭應崇福善利夫人」
  7. 紹熙三年（1192年），宋光宗詔封「靈惠妃」
  8. 慶元四年（1198年），宋寧宗封「靈惠助順妃」
  9. 嘉定元年（1208年），宋寧宗封「靈惠助順顯衛妃」
  10. 嘉定十年（1217年），宋寧宗封「靈惠助順顯衛英烈妃」
  11. 嘉熙三年（1239年），宋理宗封「靈惠助順嘉應英烈妃」
  12. 寶祐二年（1254年），宋理宗封「靈惠助順嘉應英烈協正妃」
  13. 寶祐四年（1256年），宋理宗封「靈惠協正嘉應慈濟妃」
  14. 景定三年（1262年），宋理宗封「靈惠顯濟嘉應善慶妃」
2. 元朝
  1. 至元十八年（1281年），元世祖封「護國明著天妃」，委派蒲师文主持册封仪式[28]
  2. 至元二十六年（1289年），元世祖封「護國顯佑明著天妃」
  3. 大德三年（1299年），元成宗封「輔聖庇民明著天妃」
  4. 延祐元年（1314年），元仁宗加封「護國庇民廣濟明著天妃」
  5. 天曆二年（1329年），元文宗封「護國庇民廣濟福惠明著天妃」
  6. 至正十四年（1354年），元順帝封「輔國護聖庇民廣濟福惠明著天妃」
3. 明朝
  1. 洪武五年（1372年），明太祖封「昭孝純正孚濟感應聖妃」
  2. 永樂七年（1409年），明成祖封「護國庇民妙靈昭應弘仁普濟天妃」[29]
4. 清朝
  1. 康熙十九年（1680年），清聖祖封「護國庇民妙靈昭應弘仁普濟天妃」[30]
  2. 康熙二十三年（1684年），清聖祖封「護國庇民妙靈昭應仁慈天后」
  3. 乾隆二年（1737年），清高宗封「護國庇民妙靈昭應宏仁普濟福佑群生天后」[31]
  4. 乾隆二十二年（1757年），清高宗封「護國庇民妙靈昭應弘仁普濟福佑群生誠感咸孚天后」[32]
  5. 乾隆五十三年（1788年），清高宗封「護國庇民妙靈昭應弘仁普濟福佑群生誠感咸孚顯神贊順天后」[33]
  6. 嘉庆五年（1800年），清仁宗封「護國庇民妙靈昭應弘仁普濟福佑群生誠感咸孚顯神贊順垂慈篤祜天后」[34]
  7. 道光六年（1826年），清宣宗封「護國庇民妙靈昭應弘仁普濟福佑群生誠感咸孚顯神贊順垂慈篤祜安瀾利運天后」[35]
  8. 道光十九年（1839年），清宣宗封「護國庇民妙靈昭應弘仁普濟福佑群生誠感咸孚顯神贊順垂慈篤祜安瀾利運澤覃海宇天后」[36]
  9. 道光二十八年（1848年），清宣宗封「護國庇民妙靈昭應弘仁普濟福佑群生誠感咸孚顯神贊順垂慈篤祜安瀾利運澤覃海宇恬波宣惠天后」[37]
  10. 咸丰二年（1852年），清文宗封「護國庇民妙靈昭應弘仁普濟福佑群生誠感咸孚顯神贊順垂慈篤祜安瀾利運澤覃海宇恬波宣惠導流衍慶天后」[38]
  11. 咸丰三年（1853年），清文宗封「護國庇民妙靈昭應弘仁普濟福佑群生誠感咸孚顯神贊順垂慈篤祜安瀾利運澤覃海宇恬波宣惠導流衍慶靖洋錫祉天后」
  12. 咸丰五年（1855年），清文宗封「護國庇民妙靈昭應弘仁普濟福佑群生誠感咸孚顯神贊順垂慈篤祜安瀾利運澤覃海宇恬波宣惠導流衍慶靖洋錫祉恩周德溥天后」
  13. 咸丰五年（1855年），清文宗封「護國庇民妙靈昭應弘仁普濟福佑群生誠感咸孚顯神贊順垂慈篤祜安瀾利運澤覃海宇恬波宣惠導流衍慶靖洋錫祉恩周德溥衛漕保泰天后」[39]
  14. 咸丰七年（1857年），清文宗封「護國庇民妙靈昭應弘仁普濟福佑群生誠感咸孚顯神贊順垂慈篤祜安瀾利運澤覃海宇恬波宣惠導流衍慶靖洋錫祉恩周德溥衛漕保泰振武綏疆天后」
  15. 同治十一年（1872年），清穆宗封「護國庇民妙靈昭應弘仁普濟福佑群生誠感咸孚顯神贊順垂慈篤祜安瀾利運澤覃海宇恬波宣惠導流衍慶靖洋錫祉恩周德溥衛漕保泰振武綏疆嘉佑天后」[40]

## 相關傳說

### 陪神

#### 水闕仙班
媽祖的水闕仙班至少有十八位神仙，分別是：海晏公、千里眼將軍、順風耳將軍、嘉應將軍、嘉佑將軍（嘉應將軍、嘉佑將軍在有些地方被視為千里眼及順風耳，有些地方認為不是）、黃蜂兵帥、白馬尊王、丁壬使者、檉香大聖、青衣童子、水部判官、巡海仙官、百花仙子、凌波仙子、四海龍王。還有馮璿、馮甲、馮乙（甲、乙則名已軼，三馮為兄弟）、蔡某、丁仲修等五水仙王，多的時候，另有二十四司輔助神之說，甚至三十六仙官，如江淮水師信仰中的龍山大王、樂山大王、金總管、倪總管與馬元帥、路元帥，在媽祖信仰崛起後，幾乎都被視為媽祖從神。

#### 千里眼與順風耳
傳說中媽祖收服了桃花山上高明、高覺（即千里眼與順風耳）兩怪，收為部將後開始替媽祖察聽世間苦難。

兩大駕前護衛神分別為左手持方天畫戟，右手舉至額前做遠視狀的千里眼（又稱水精將軍），以及左手持月眉斧頭，右手舉至側耳作聽音狀的順風耳（又稱金精將軍）。

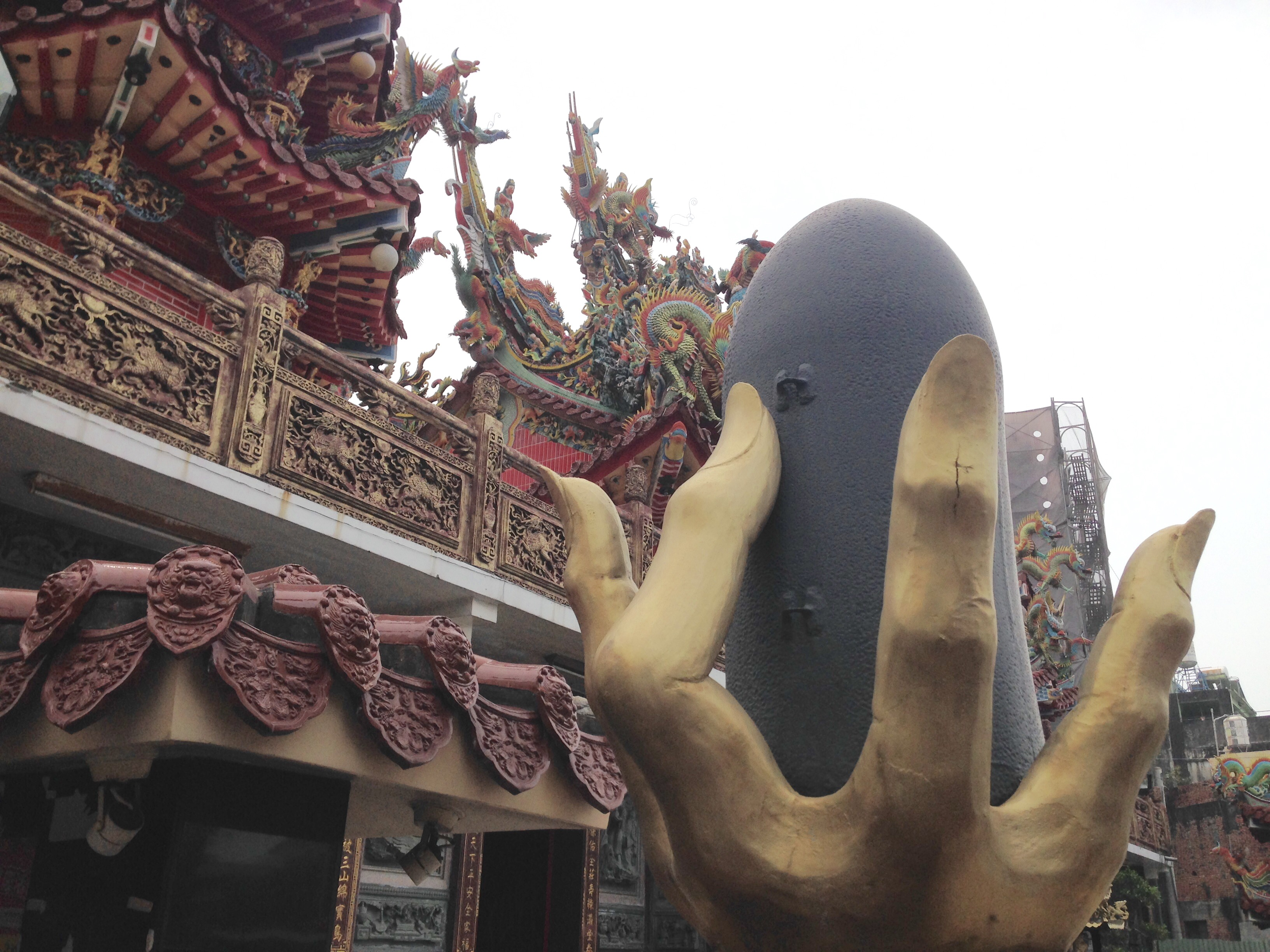
臺灣民間所流傳「媽祖接炸彈」之傳說

#### 其他陪神
妈祖有众多陪神，除了最常见的千里眼、顺风耳和水阙仙班，还有陈靖姑、钱四娘、路允迪、李富、宋本、蒲师文、郑和、林堯俞、施琅、姚啟聖、陳文龍和拿公。

### 鄭和與天妃
明朝永樂年間，鄭和帶領二萬七千余官兵，乘百餘艘巨舶，七下西洋；大海茫茫，“烈風陡起，怒濤如山，危險至極。舟人驚駭，倉忙無措，仰賴神靈顯然臨庇，甯恬無虞”——此处的“神靈”即指天妃。
鄭和的二萬七千多名水手多數是從福建、廣東、浙江三個沿海省份招募來的；他們之中很多回鄉或流居海外，把供奉天妃的信仰傳播出去。
永樂元年，鄭和出使暹羅國，海上忽刮大風，幾百人生命危在旦夕，鄭和祈求天妃救助，忽然一陣香風飄來，見神站立在桅杆上，頓時風平浪靜。
永樂五年（1407年）鄭和下西洋，途中遇到颱風，鄭和祈求神靈保佑得平安。往渤泥國途中、往榜葛剌國也遇到颱風，祈求神靈保佑後平安。鄭和為了答謝天妃的功績，曾奏請朝廷在南京龍江關建立一所天妃宮，蒙明成祖御賜紀文。鄭和又奏請朝廷在大隊官兵駐紮的福建長樂港建立天妃宮作為官兵祈禱之所。鄭和船隊聚集在天妃宮下，等候信風出航；出行前鄭和帶領二萬七千余官兵在天妃宮舉行大規模祭祀典禮，點燃香燭，供奉犧牲，祈求神靈保佑。
鄭和官兵登船後要奉獻仙師酒，念祝文“五更起來雞報曉，卜請娘媽來梳裝，梳娓珍珠龍鳳髻，……弟子一心專拜請，湄州娘媽降臨來。急急如律令”。後來此祝文演變成為現在的敲小法鼓的天上聖母請神咒。
鄭和船中供奉天妃，晝夜香火不斷，各船專設司香一名，不管其他事務，每天清晨負責帶領船員向天妃娘媽頂禮。
宣德七年1431年，鄭和奉聖旨往湄洲嶼天妃宮拜祭。
鄭和每次下西洋回國，必定新修各處天妃宮，或擴修殿堂，或種植青松翠竹；在南京靜海寺、太倉天妃宮，鄭和還栽種特地從西洋帶回來的海棠花。鄭和在劉家港天妃宮和福建長樂南山寺都立天妃紀念石碑，將下西洋的成功，歸功於天妃的神佑。天妃娘娘成為明朝海軍的守護神。

### 琉球冊封使與天妃
福建前往琉球的路途，要穿越黑水溝即沖繩海槽，海象非常惡劣，經常發生船難。而歷屆派往琉球的冊封船隊中，多有福、漳、泉之人士，故而冊封使亦非常崇信媽祖。每當前往冊封琉球的時候，冊封使都要沐浴齋戒三天，親自到福州南臺島馮港的天后宮祭祀媽祖，並祈禱、占卜、求籤。此後，將媽祖和拿公的神像請上頭號封舟，將陳尚書神像請上二號封舟。至琉球後，將三像奉安久米村天后宮中。歸程前，亦要至久米村天妃宮、關帝廟祈禱，並將三像奉回封舟之上。
每當冊封船隊在海上遭遇風暴，冊封使便親自焚香向媽祖祈禱，答應歸國之後向皇帝請求為媽祖加封號或加贈褒書御筆匾額。而根據歷屆冊封使在其著作中的說法，媽祖非常靈驗。每當封舟遇暴，只要向媽祖祈禱，風暴便突然停止；有時封舟即將衝礁撞毀，舟中之人向媽祖祈禱，封舟便奇跡般地繞過島嶼。僅僅清朝一代，媽祖由「天妃」晉封「天后」，其封號亦從明末的十四字加至最終的六十四字。

### 大道公風、媽祖婆雨
民間相傳道教神明之一的保生大帝（大道公）尚在凡人為天上聖母林默娘的婚約者。某日保生大帝將迎娶媽祖時，因前一日媽祖家中一頭母羊難產而死，讓媽祖萌生退婚之意。大婚之日到來，保生大帝率迎親隊伍迎娶媽祖，媽祖斷然悔婚，隨後入山出家修道。保生大帝大怒，雖後來也遁入空門，亦得道成仙，然吞不下此怨氣，遂每至媽祖誕辰遶境時必定下雨，打算淋落媽祖臉上的脂粉，欲使媽祖羞於見凡人信徒。媽祖也不甘示弱，也在保生大帝壽辰出巡時，必颳風打算吹落他的冠帽。因此民間流傳：「大道公風、媽祖婆雨」（不過真的在每逢媽祖遶境恰逢春季春雨到來，也真有遶境隊伍碰到下雨的狀況，因此繞境隊伍及信眾每逢遶境活動時自備雨具防突落雨；保生大帝出巡時正好是太平洋颱風季開始，還真的多次碰到颱風攪局。因此此民間流傳雖被相關廟宇否認，但大多數的信眾仍然相信。）

### 祥瑞託夢
在台灣，每逢國曆四月（農曆三月）媽祖誕辰，香火鼎盛的大甲鎮瀾宮天上聖母往南部新港奉天宮遶境進香與白沙屯拱天宮天上聖母往北港朝天宮進香都會撥出時間來信眾體驗抬轎，為臺灣著名的「三月瘋媽祖」。由於四月也恰逢各政黨為大選準備舉行初選的時間，因此有意角逐大選的候選人，無不趁著媽祖遶境的機會，除與選民親近外，也向媽祖祈求選舉的順遂，甚至藉媽祖之名宣揚自身政治理念。於2020台灣總統大選前一年，兩位擬參選人便不約而同地以媽祖名號宣布角逐，先是前立法院長王金平4月7日於媽祖遶境時，受到大甲媽祖的開示，表示即使未被提名仍會參選；而後鴻海集團董事長郭台銘更於4月17日當面向媒體宣布曾於睡夢中，見到媽祖託夢叫他一定要出來參選總統，並在當天下午領取中國國民黨榮譽狀，恢復其黨員身分，正式投入國民黨總統初選。

## 媽祖傳說衍生作品列表

### 小說
- 长篇小说《天妃出身济世传》（明朝萬曆年间（1573-1615），“建阳书林”熊龙峰）又名《新刻金像天妃出身济世传》，《天妃娘妈传》，或《新刻宣封护国天妃娘娘出身济世正传》。

### 電視劇
- 《媽祖的故事》（1987年，中華電視公司）：趙愛華 飾媽祖
- 《媽祖外傳》（1989年，台灣電視公司）：侯麗芳 飾媽祖
- 《三媽再生》（1990年，台灣電視公司）：侯麗芳 飾媽祖
- 《媽祖後傳》（1991年，台灣電視公司）：侯麗芳 飾媽祖
- 《媽祖過台灣》（1992年，台灣電視公司）：侯麗芳 飾媽祖
- 《媽祖出巡》（1993年，中國電視公司）：侯麗芳 飾媽祖
- 《千里眼與順風耳》（1995年，台灣電視公司）：侯麗芳 飾媽祖
- 《媽祖拜觀音》（1995年，中國電視公司）：張庭 飾媽祖
- 《媽祖》（2000年，中華電視公司）：張如君 飾媽祖
- 《天上聖母媽祖》（原劇名：一代天后媽祖）（2008年，台灣電視公司）：陳亞蘭 飾媽祖
- 《懷玉傳奇·千金媽祖》（2008年，台灣電視公司）：王宇婕 飾媽祖
- 《媽祖》（2012年，北京网连八方文化传媒有限公司）：劉濤 饰妈祖
- 《新台灣奇案—第二單元：思想起》（2021年，民間全民電視公司）：陳亭妃 飾媽祖
- 《黑水溝傳奇之鄭王復台》：高珮喻 飾媽祖

### 電影
- 《天后》（1975年，台灣）：嘉凌 飾媽祖
- 《妈祖的传说》（2014年，中国大陆）：刘妙 饰妈祖

### 纪錄片
- 《大甲媽祖回娘家》（1974年，台灣）
- 《媽祖迺台灣》(2013年，台灣)
- 《台中迓媽祖》(2015年，台灣)
- 《天下媽祖》（2016年，中國大陆）：共五集
- 《問神 Pray For? : 媽祖信仰》（2018年，馬來西亞）：第八集

### 動畫
- 《海之傳說：媽祖》
- 《怪物彈珠》（第二季：19-22集）

### 漫畫
- 《冥戰錄》 作者：韋宗成

### 畫冊
- 《最強天后》 作者：蚩尤

### 引用
1. ↑  黃方碩.  (PDF). 國立臺灣大學. 2020年3月  [2024-05-21]. （原始内容存档 (PDF)于2024-02-23） （中文（臺灣））.
2. ↑  滨下武志; Hamashita, Takeshi. . 社会科学文献出版社. 2009. ISBN 978-7-5097-0919-1 （中文）.
3. ↑  . 臺中市文化資產局.   [2023-04-05]. （原始内容存档于2023-04-06）.
4. ↑  . 三立新聞網 SETN.COM. 2019-10-29  [2020-01-14]. （原始内容存档于2021-03-09）.
5. ↑  張燮. . 1617.
6. ↑  严从简. . 1574.
7. ↑  .   [2011-02-18]. （原始内容存档于2020-08-09）.
8. ↑  .   [2025-03-27].
9. ↑  濱下武志，《中國、東亞與全球經濟――區域與歷史的視角》北京：社會科學文獻出版社，2009，275頁
10. ↑  妈祖的子民：闽台海洋文化研究，徐晓望，学林出版社（1999年12月），ISBN 978-7-80616-790-8
11. ↑  永定县志，永定县地方志编纂委员会，中国科学技术出版社（1994年4月），ISBN 978-7-5046-1814-6/K•22
12. ↑  朱致賢，2004，〈一尊神明，兩岸世情：媽祖信仰在台創高峰〉，《島與陸》，台北：經典雜誌，ISBN 978-957-29664-2-6
13. ↑  李启元. . http://mnfeng.net/.   [2019-04-27]. （原始内容存档于2021-01-24）.
14. ↑  .   [2010-10-02]. （原始内容存档于2010-04-12）.
15. ↑  http://pindao.gmw.cn/gmw/channel/4560467/4560465/0/147735365/151/66147/0/0%5B%5D
16. ↑  .   [2012-12-18]. （原始内容存档于2021-01-24）.
17. ↑  .   [2012-12-18]. （原始内容存档于2013-08-24）.
18. ↑   (PDF).   [2017-02-28]. （原始内容存档 (PDF)于2021-03-09）.
19. ↑  .   [2017-02-28]. （原始内容存档于2021-01-24）.
20. 1 2  .   [2013-09-20]. （原始内容存档于2013-09-21）.
21. ↑  馬祖的媽祖信仰[]
22. ↑  張, 學禮. . 維基文庫.   [2022-06-19]. （原始内容存档于2021-06-18）.
23. ↑  王, 花俤. . 二○○六媽祖昇天紀念祭典暨媽祖信仰研討會. 2006.
24. 1 2  .   [2013-09-20]. （原始内容存档于2013-09-21）.
25. 1 2  .   [2013-09-20]. （原始内容存档于2016-05-20）.
26. ↑  .   [2019-04-14]. （原始内容存档于2021-03-09）.
27. ↑  .   [2019-04-14]. （原始内容存档于2021-03-09）.
28. ↑  .   [2024-03-28]. （原始内容存档于2024-03-28）.
29. ↑  .   [2023-03-05]. （原始内容存档于2023-03-05）.
30. ↑  .   [2023-03-05]. （原始内容存档于2023-03-05）.
31. ↑  .   [2023-03-05]. （原始内容存档于2023-03-05）.
32. ↑  .   [2023-03-05]. （原始内容存档于2023-03-05）.
33. ↑  .   [2023-03-05]. （原始内容存档于2023-03-05）.
34. ↑  .   [2023-03-05]. （原始内容存档于2023-03-05）.
35. ↑  .   [2023-03-05]. （原始内容存档于2023-03-05）.
36. ↑  .   [2023-03-05]. （原始内容存档于2023-03-05）.
37. ↑  .   [2023-03-05]. （原始内容存档于2023-03-05）.
38. ↑  .   [2023-03-05]. （原始内容存档于2023-03-05）.
39. ↑  .   [2023-03-05]. （原始内容存档于2023-03-05）.
40. ↑  .   [2023-03-05]. （原始内容存档于2023-03-05）.
41. ↑  .   [2020-11-30]. （原始内容存档于2021-03-09）.
42. ↑  .   [2024-04-03]. （原始内容存档于2024-04-03）.
43. ↑  李鼎元，《使琉球記》，卷二
44. 1 2  齊鯤、費錫章，《續琉球國志畧》，參見卷三「靈蹟」一節。
45. ↑  李鼎元，《使琉球記》，卷三
46. ↑  李鼎元，《使琉球記》，卷六
47. ↑  三立新聞網. . www.setn.com. 2019-04-07  [2019-04-18]. （原始内容存档于2021-03-09） （中文（臺灣））.
48. ↑  . 東森財經新聞.   [2019-04-18]. （原始内容存档于2021-03-09）.
49. ↑  聯合新聞網. . 聯合新聞網.   [2019-04-18]. （原始内容存档于2021-03-09） （中文（臺灣））.

## 外部連結
- 台灣媽祖聯誼會（页面存档备份，存于）
- 橫濱媽祖廟 （页面存档备份，存于）
- 湄州媽祖祖廟
- 中华妈祖网
- 韓國媽 桃園蘆竹慈母宮 天上聖母媽祖無國界 （页面存档备份，存于）
- 張珣：〈媽祖造像、挪用現象與「標準化」問題討論 （页面存档备份，存于）〉。
- 張珣：〈女神信仰與媽祖崇拜的比較研究〉。
- 张珣：〈妈祖信仰与文化产业：人类学的个案研究——以台湾嘉义新港奉天宫为例 （页面存档备份，存于）〉。